# Cristian Gaitán
Cristian Iván Gaitán (Capitán Bermúdez, Provincia de Santa Fe, Argentina; 15 de enero de 1990) es un futbolista argentino. Juega como mediocampista por derecha, aunque también puede desempeñarse como mediocampista central, y su primer equipo fue Estudiantes de La Plata. Actualmente milita en Lynx de la Liga Nacional de Gibraltar.

## Selección nacional

### Participaciones en Sudamericanos
| Sudamericano                | Sede      | Resultado    |
| --------------------------- | --------- | ------------ |
| Sudamericano Sub-17 de 2007 | Ecuador   | Tercer lugar |
| Sudamericano Sub-20 de 2009 | Venezuela | Quinto lugar |

## Estadísticas
- Actualizado al 15 de agosto de 2025

### Clubes
| Club                       | Div.                | Temporada           | Liga | Liga | Copa Nacional | Copa Nacional | Copa Internacional | Copa Internacional | Total | Total |
| Club                       | Div.                | Temporada           | PJ   | G    | PJ            | G             | PJ                 | G                  | PJ    | G     |
| -------------------------- | ------------------- | ------------------- | ---- | ---- | ------------- | ------------- | ------------------ | ------------------ | ----- | ----- |
| Estudiantes (LP) Argentina | 1.ª                 | 2008/09             | 6    | 0    | —             | —             | —                  | —                  | 6     | 0     |
| Estudiantes (LP) Argentina | 1.ª                 | 2009/10             | 2    | 0    | —             | —             | —                  | —                  | 2     | 0     |
| Estudiantes (LP) Argentina | 1.ª                 | 2012/13             | 0    | 0    | —             | —             | —                  | —                  | 0     | 0     |
| Estudiantes (LP) Argentina | Total               | Total               | 8    | 0    | 0             | 0             | 0                  | 0                  | 8     | 0     |
| Unión Argentina            | 2.ª                 | 2010/11             | 17   | 0    | —             | —             | —                  | —                  | 17    | 0     |
| Unión Argentina            | Total               | Total               | 17   | 0    | 0             | 0             | 0                  | 0                  | 17    | 0     |
| Instituto Argentina        | 2.ª                 | 2011/12             | 15   | 0    | 1             | 0             | —                  | —                  | 16    | 0     |
| Instituto Argentina        | Total               | Total               | 15   | 0    | 1             | 0             | 0                  | 0                  | 16    | 0     |
| Cobreloa · Chile           | 1.ª                 | 2013/14             | 35   | 4    | 6             | 2             | 4                  | 0                  | 45    | 6     |
| Cobreloa · Chile           | 1.ª                 | 2014/15             | 28   | 1    | 1             | 0             | —                  | —                  | 29    | 1     |
| Cobreloa · Chile           | 2.ª                 | 2015/16             | 1    | 0    | —             | —             | —                  | —                  | 1     | 0     |
| Cobreloa · Chile           | Total               | Total               | 64   | 5    | 7             | 2             | 4                  | 0                  | 75    | 7     |
| General Díaz Paraguay      | 1.ª                 | 2016                | 11   | 1    | —             | —             | —                  | —                  | 11    | 1     |
| General Díaz Paraguay      | 1.ª                 | 2018                | 24   | 0    | —             | —             | 2                  | 0                  | 26    | 0     |
| General Díaz Paraguay      | 1.ª                 | 2019                | 11   | 1    | —             | —             | —                  | —                  | 11    | 1     |
| General Díaz Paraguay      | Total               | Total               | 46   | 2    | 0             | 0             | 2                  | 0                  | 48    | 2     |
| Unión (S) Argentina        | 3.ª                 | 2017/18             | 17   | 0    | 2             | 0             | —                  | —                  | 19    | 0     |
| Unión (S) Argentina        | Total               | Total               | 17   | 0    | 2             | 0             | 0                  | 0                  | 19    | 0     |
| Dep. Concepción · Chile    | 3.ª                 | 2020                | 17   | 1    | —             | —             | —                  | —                  | 17    | 1     |
| Dep. Concepción · Chile    | Total               | Total               | 17   | 1    | 0             | 0             | 0                  | 0                  | 17    | 1     |
| Sportivo Ameliano Paraguay | 2.ª                 | 2021                | 14   | 0    | 1             | 0             | —                  | —                  | 15    | 0     |
| Sportivo Ameliano Paraguay | 1.ª                 | 2022                | 19   | 0    | 2             | 0             | —                  | —                  | 21    | 0     |
| Sportivo Ameliano Paraguay | Total               | Total               | 33   | 0    | 3             | 0             | 0                  | 0                  | 36    | 0     |
| Douglas Haig Argentina     | 3.ª                 | 2023                | 6    | 0    | —             | —             | —                  | —                  | 6     | 0     |
| Douglas Haig Argentina     | Total               | Total               | 6    | 0    | 0             | 0             | 0                  | 0                  | 6     | 0     |
| Huracán (CR) Argentina     | 4.ª                 | 2023/24             | 4    | 0    | —             | —             | —                  | —                  | 4     | 0     |
| Huracán (CR) Argentina     | Total               | Total               | 4    | 0    | 0             | 0             | 0                  | 0                  | 4     | 0     |
| Sol de América Paraguay    | 1.ª                 | 2024                | 2    | 0    | —             | —             | —                  | —                  | 2     | 0     |
| Sol de América Paraguay    | Total               | Total               | 2    | 0    | 0             | 0             | 0                  | 0                  | 2     | 0     |
| Boyacá Chicó · Colombia    | 1.ª                 | 2024                | 11   | 0    | 3             | 0             | —                  | —                  | 14    | 0     |
| Boyacá Chicó · Colombia    | 1.ª                 | 2025                | 0    | 0    | 0             | 0             | —                  | —                  | 0     | 0     |
| Boyacá Chicó · Colombia    | Total               | Total               | 11   | 0    | 3             | 0             | 0                  | 0                  | 14    | 0     |
| Lynx Gibraltar             | 1.ª                 | 2025/26             | 1    | 0    | 0             | 0             | —                  | —                  | 1     | 0     |
| Lynx Gibraltar             | Total               | Total               | 1    | 0    | 0             | 0             | 0                  | 0                  | 1     | 0     |
| Total en su carrera        | Total en su carrera | Total en su carrera | 241  | 8    | 16            | 2             | 6                  | 0                  | 263   | 10    |

### Selección
| Selección                                 | Año                 | Amistosos | Amistosos | Sudamérica(1) | Sudamérica(1) | Mundial | Mundial | Total | Total |
| Selección                                 | Año                 | PJ        | GR        | PJ            | GR            | PJ      | GR      | PJ    | GR    |
| ----------------------------------------- | ------------------- | --------- | --------- | ------------- | ------------- | ------- | ------- | ----- | ----- |
| Sub-17 Argentina                          | 2007                | —         | —         | 9             | 1             | —       | —       | 9     | 1     |
| Sub-17 Argentina                          | Total               | 0         | 0         | 9             | 1             | 0       | 0       | 9     | 1     |
| Sub-20 Argentina                          | 2009                | —         | —         | 7             | 1             | —       | —       | 7     | 1     |
| Sub-20 Argentina                          | Total               | 0         | 0         | 7             | 1             | 0       | 0       | 7     | 1     |
| Total en su carrera                       | Total en su carrera | 0         | 0         | 16            | 2             | 0       | 0       | 16    | 2     |
| (1) Incluye Sudamericano Sub-17 y Sub-20. |                     |           |           |               |               |         |         |       |       |

## Palmarés

### Campeonatos nacionales
| Título        | Club              | País     | Año  |
| ------------- | ----------------- | -------- | ---- |
| Copa Paraguay | Sportivo Ameliano | Paraguay | 2022 |

### Otros logros
| Título                         | Club              | País      | Año  |
| ------------------------------ | ----------------- | --------- | ---- |
| Ascenso a Primera División     | Unión de Santa Fe | Argentina | 2011 |
| Ascenso a la División de Honor | Sportivo Ameliano | Paraguay  | 2021 |